# خوان جيونتشي
خوان جيونتشي (بالإسبانية: Juan Goyoneche)‏ (14 أكتوبر 1985 بسان فيسينتي دي كانيتي في بيرو - ) هو مدرب كرة قدم ولاعب كرة قدم بيروفي في مركز حراسة المرمى. لعب مع أليانزا ليما وخوان أوريتش وديبورتيفو مانيسيبال ‏ وأتلتيكو غراو ‏ وCusco FC ‏ وJuventud Barranco ‏.

## وصلات خارجية
- خوان جيونتشي على موقع قاعدة بيانات كرة القدم.إي يو (الإنجليزية)
- خوان جيونتشي على موقع Soccerway.com (الإنجليزية)
- خوان جيونتشي على موقع AS.com (الإسبانية)